# عملة 5 قروش أردني
تُعد عملة 5 قروش أردني أحد الفئات النقدية للدينار الأردني، وتُعد من الفئات الصُغرى في النظام النقدي المحلي، كان أول إصدار لهذه الفئة في عام 1992، وتبع ذلك إصدارات في الأعوام التالية: 1993، و1996، و1998، و2000، و2006، و2008، و2009، و2012، و2015 و2020.

## الإصدارات المعدنية
| \| \|                                                                             | \| \|                                                                             | \| \|                                                           | \| \|                                                           | \| \| |
| --------------------------------------------------------------------------------- | --------------------------------------------------------------------------------- | --------------------------------------------------------------- | --------------------------------------------------------------- | ----- |
| 5 قروش أردني معدني (1992)                                                         |                                                                                   |                                                                 |                                                                 |       |
| الوجه : THE HASHEMITE KINGDOM OF JORDAN 1992 مـ - 1412 هـ خمسة قروش FIVE PIASTRES | الوجه : THE HASHEMITE KINGDOM OF JORDAN 1992 مـ - 1412 هـ خمسة قروش FIVE PIASTRES | العكس : عبدالله الثاني ابن الحسين ملك المملكة الأردنية الهاشمية | العكس : عبدالله الثاني ابن الحسين ملك المملكة الأردنية الهاشمية |       |
| الكتلة 5 غ                                                                        | المعدن نيكل مطلي فولاذ                                                            | القطر 25.8 مم                                                   | السُمك 1.3 مم                                                    |       |
| المصمم(ون)                                                                        | المصمم(ون)                                                                        | الحواف مسكوكة                                                   | الحواف مسكوكة                                                   |       |
| الطرازات 1992                                                                     | الطرازات 1992                                                                     | القيمة الاسمية 0.05 دينار أردني                                 | القيمة الاسمية 0.05 دينار أردني                                 |       |
|                                                                                   |                                                                                   |                                                                 |                                                                 |       |

| \| \|                                                                             | \| \|                                                                             | \| \|                                                           | \| \|                                                           | \| \| |
| --------------------------------------------------------------------------------- | --------------------------------------------------------------------------------- | --------------------------------------------------------------- | --------------------------------------------------------------- | ----- |
| 5 قروش أردني معدني (1993)                                                         |                                                                                   |                                                                 |                                                                 |       |
| الوجه : THE HASHEMITE KINGDOM OF JORDAN 1993 مـ - 1414 هـ خمسة قروش FIVE PIASTRES | الوجه : THE HASHEMITE KINGDOM OF JORDAN 1993 مـ - 1414 هـ خمسة قروش FIVE PIASTRES | العكس : عبدالله الثاني ابن الحسين ملك المملكة الأردنية الهاشمية | العكس : عبدالله الثاني ابن الحسين ملك المملكة الأردنية الهاشمية |       |
| الكتلة 5 غ                                                                        | المعدن نيكل مطلي فولاذ                                                            | القطر 25.8 مم                                                   | السُمك 1.3 مم                                                    |       |
| المصمم(ون)                                                                        | المصمم(ون)                                                                        | الحواف مسكوكة                                                   | الحواف مسكوكة                                                   |       |
| الطرازات 1993                                                                     | الطرازات 1993                                                                     | القيمة الاسمية 0.05 دينار أردني                                 | القيمة الاسمية 0.05 دينار أردني                                 |       |
|                                                                                   |                                                                                   |                                                                 |                                                                 |       |

| \| \|                                                                             | \| \|                                                                             | \| \|                                                           | \| \|                                                           | \| \| |
| --------------------------------------------------------------------------------- | --------------------------------------------------------------------------------- | --------------------------------------------------------------- | --------------------------------------------------------------- | ----- |
| 5 قروش أردني معدني (1996)                                                         |                                                                                   |                                                                 |                                                                 |       |
| الوجه : THE HASHEMITE KINGDOM OF JORDAN 1996 مـ - 1416 هـ خمسة قروش FIVE PIASTRES | الوجه : THE HASHEMITE KINGDOM OF JORDAN 1996 مـ - 1416 هـ خمسة قروش FIVE PIASTRES | العكس : عبدالله الثاني ابن الحسين ملك المملكة الأردنية الهاشمية | العكس : عبدالله الثاني ابن الحسين ملك المملكة الأردنية الهاشمية |       |
| الكتلة 5 غ                                                                        | المعدن نيكل مطلي فولاذ                                                            | القطر 25.8 مم                                                   | السُمك 1.3 مم                                                    |       |
| المصمم(ون)                                                                        | المصمم(ون)                                                                        | الحواف مسكوكة                                                   | الحواف مسكوكة                                                   |       |
| الطرازات 1996                                                                     | الطرازات 1996                                                                     | القيمة الاسمية 0.05 دينار أردني                                 | القيمة الاسمية 0.05 دينار أردني                                 |       |
|                                                                                   |                                                                                   |                                                                 |                                                                 |       |

| \| \|                                                                             | \| \|                                                                             | \| \|                                                           | \| \|                                                           | \| \| |
| --------------------------------------------------------------------------------- | --------------------------------------------------------------------------------- | --------------------------------------------------------------- | --------------------------------------------------------------- | ----- |
| 5 قروش أردني معدني (1998)                                                         |                                                                                   |                                                                 |                                                                 |       |
| الوجه : THE HASHEMITE KINGDOM OF JORDAN 1998 مـ - 1418 هـ خمسة قروش FIVE PIASTRES | الوجه : THE HASHEMITE KINGDOM OF JORDAN 1998 مـ - 1418 هـ خمسة قروش FIVE PIASTRES | العكس : عبدالله الثاني ابن الحسين ملك المملكة الأردنية الهاشمية | العكس : عبدالله الثاني ابن الحسين ملك المملكة الأردنية الهاشمية |       |
| الكتلة 5 غ                                                                        | المعدن نيكل مطلي فولاذ                                                            | القطر 25.8 مم                                                   | السُمك 1.3 مم                                                    |       |
| المصمم(ون)                                                                        | المصمم(ون)                                                                        | الحواف مسكوكة                                                   | الحواف مسكوكة                                                   |       |
| الطرازات 1998                                                                     | الطرازات 1998                                                                     | القيمة الاسمية 0.05 دينار أردني                                 | القيمة الاسمية 0.05 دينار أردني                                 |       |
|                                                                                   |                                                                                   |                                                                 |                                                                 |       |

| \| \|                                                                             | \| \|                                                                             | \| \|                                                           | \| \|                                                           | \| \| |
| --------------------------------------------------------------------------------- | --------------------------------------------------------------------------------- | --------------------------------------------------------------- | --------------------------------------------------------------- | ----- |
| 5 قروش أردني معدني (2000)                                                         |                                                                                   |                                                                 |                                                                 |       |
| الوجه : THE HASHEMITE KINGDOM OF JORDAN 1421 هـ - 2000 مـ خمسة قروش FIVE PIASTRES | الوجه : THE HASHEMITE KINGDOM OF JORDAN 1421 هـ - 2000 مـ خمسة قروش FIVE PIASTRES | العكس : عبدالله الثاني ابن الحسين ملك المملكة الأردنية الهاشمية | العكس : عبدالله الثاني ابن الحسين ملك المملكة الأردنية الهاشمية |       |
| الكتلة 5 غ                                                                        | المعدن نيكل مطلي فولاذ                                                            | القطر 25.8 مم                                                   | السُمك 1.25 مم                                                   |       |
| المصمم(ون)                                                                        | المصمم(ون)                                                                        | الحواف مسكوكة                                                   | الحواف مسكوكة                                                   |       |
| الطرازات 2000                                                                     | الطرازات 2000                                                                     | القيمة الاسمية 0.05 دينار أردني                                 | القيمة الاسمية 0.05 دينار أردني                                 |       |
|                                                                                   |                                                                                   |                                                                 |                                                                 |       |

| \| \|                                                                             | \| \|                                                                             | \| \|                                                           | \| \|                                                           | \| \| |
| --------------------------------------------------------------------------------- | --------------------------------------------------------------------------------- | --------------------------------------------------------------- | --------------------------------------------------------------- | ----- |
| 5 قروش أردني معدني (2006)                                                         |                                                                                   |                                                                 |                                                                 |       |
| الوجه : THE HASHEMITE KINGDOM OF JORDAN 1427 هـ - 2006 مـ خمسة قروش FIVE PIASTRES | الوجه : THE HASHEMITE KINGDOM OF JORDAN 1427 هـ - 2006 مـ خمسة قروش FIVE PIASTRES | العكس : عبدالله الثاني ابن الحسين ملك المملكة الأردنية الهاشمية | العكس : عبدالله الثاني ابن الحسين ملك المملكة الأردنية الهاشمية |       |
| الكتلة 5 غ                                                                        | المعدن نيكل مطلي فولاذ                                                            | القطر 25.8 مم                                                   | السُمك 1.25 مم                                                   |       |
| المصمم(ون)                                                                        | المصمم(ون)                                                                        | الحواف مسكوكة                                                   | الحواف مسكوكة                                                   |       |
| الطرازات 2006                                                                     | الطرازات 2006                                                                     | القيمة الاسمية 0.05 دينار أردني                                 | القيمة الاسمية 0.05 دينار أردني                                 |       |
|                                                                                   |                                                                                   |                                                                 |                                                                 |       |

| \| \|                                                                             | \| \|                                                                             | \| \|                                                           | \| \|                                                           | \| \| |
| --------------------------------------------------------------------------------- | --------------------------------------------------------------------------------- | --------------------------------------------------------------- | --------------------------------------------------------------- | ----- |
| 5 قروش أردني معدني (2008)                                                         |                                                                                   |                                                                 |                                                                 |       |
| الوجه : THE HASHEMITE KINGDOM OF JORDAN 1429 هـ - 2008 مـ خمسة قروش FIVE PIASTRES | الوجه : THE HASHEMITE KINGDOM OF JORDAN 1429 هـ - 2008 مـ خمسة قروش FIVE PIASTRES | العكس : عبدالله الثاني ابن الحسين ملك المملكة الأردنية الهاشمية | العكس : عبدالله الثاني ابن الحسين ملك المملكة الأردنية الهاشمية |       |
| الكتلة 5 غ                                                                        | المعدن نيكل مطلي فولاذ                                                            | القطر 25.8 مم                                                   | السُمك 1.25 مم                                                   |       |
| المصمم(ون)                                                                        | المصمم(ون)                                                                        | الحواف مسكوكة                                                   | الحواف مسكوكة                                                   |       |
| الطرازات 2008                                                                     | الطرازات 2008                                                                     | القيمة الاسمية 0.05 دينار أردني                                 | القيمة الاسمية 0.05 دينار أردني                                 |       |
|                                                                                   |                                                                                   |                                                                 |                                                                 |       |

| \| \|                                                                             | \| \|                                                                             | \| \|                                                           | \| \|                                                           | \| \| |
| --------------------------------------------------------------------------------- | --------------------------------------------------------------------------------- | --------------------------------------------------------------- | --------------------------------------------------------------- | ----- |
| 5 قروش أردني معدني (2009)                                                         |                                                                                   |                                                                 |                                                                 |       |
| الوجه : THE HASHEMITE KINGDOM OF JORDAN 1430 هـ - 2009 مـ خمسة قروش FIVE PIASTRES | الوجه : THE HASHEMITE KINGDOM OF JORDAN 1430 هـ - 2009 مـ خمسة قروش FIVE PIASTRES | العكس : عبدالله الثاني ابن الحسين ملك المملكة الأردنية الهاشمية | العكس : عبدالله الثاني ابن الحسين ملك المملكة الأردنية الهاشمية |       |
| الكتلة 5 غ                                                                        | المعدن نيكل مطلي فولاذ                                                            | القطر 25.8 مم                                                   | السُمك 1.25 مم                                                   |       |
| المصمم(ون)                                                                        | المصمم(ون)                                                                        | الحواف مسكوكة                                                   | الحواف مسكوكة                                                   |       |
| الطرازات 2009                                                                     | الطرازات 2009                                                                     | القيمة الاسمية 0.05 دينار أردني                                 | القيمة الاسمية 0.05 دينار أردني                                 |       |
|                                                                                   |                                                                                   |                                                                 |                                                                 |       |

| \| \|                                                                             | \| \|                                                                             | \| \|                                                           | \| \|                                                           | \| \| |
| --------------------------------------------------------------------------------- | --------------------------------------------------------------------------------- | --------------------------------------------------------------- | --------------------------------------------------------------- | ----- |
| 5 قروش أردني معدني (2012)                                                         |                                                                                   |                                                                 |                                                                 |       |
| الوجه : THE HASHEMITE KINGDOM OF JORDAN 1432 هـ - 2012 مـ خمسة قروش FIVE PIASTRES | الوجه : THE HASHEMITE KINGDOM OF JORDAN 1432 هـ - 2012 مـ خمسة قروش FIVE PIASTRES | العكس : عبدالله الثاني ابن الحسين ملك المملكة الأردنية الهاشمية | العكس : عبدالله الثاني ابن الحسين ملك المملكة الأردنية الهاشمية |       |
| الكتلة 5 غ                                                                        | المعدن نيكل مطلي فولاذ                                                            | القطر 25.8 مم                                                   | السُمك 1.25 مم                                                   |       |
| المصمم(ون)                                                                        | المصمم(ون)                                                                        | الحواف مسكوكة                                                   | الحواف مسكوكة                                                   |       |
| الطرازات 2012                                                                     | الطرازات 2012                                                                     | القيمة الاسمية 0.05 دينار أردني                                 | القيمة الاسمية 0.05 دينار أردني                                 |       |
|                                                                                   |                                                                                   |                                                                 |                                                                 |       |

| \| \|                                                                             | \| \|                                                                             | \| \|                                                           | \| \|                                                           | \| \| |
| --------------------------------------------------------------------------------- | --------------------------------------------------------------------------------- | --------------------------------------------------------------- | --------------------------------------------------------------- | ----- |
| 5 قروش أردني معدني (2015)                                                         |                                                                                   |                                                                 |                                                                 |       |
| الوجه : THE HASHEMITE KINGDOM OF JORDAN 1436 هـ - 2015 مـ خمسة قروش FIVE PIASTRES | الوجه : THE HASHEMITE KINGDOM OF JORDAN 1436 هـ - 2015 مـ خمسة قروش FIVE PIASTRES | العكس : عبدالله الثاني ابن الحسين ملك المملكة الأردنية الهاشمية | العكس : عبدالله الثاني ابن الحسين ملك المملكة الأردنية الهاشمية |       |
| الكتلة 5 غ                                                                        | المعدن نيكل مطلي فولاذ                                                            | القطر 25.8 مم                                                   | السُمك 1.25 مم                                                   |       |
| المصمم(ون)                                                                        | المصمم(ون)                                                                        | الحواف مسكوكة                                                   | الحواف مسكوكة                                                   |       |
| الطرازات 2015                                                                     | الطرازات 2015                                                                     | القيمة الاسمية 0.05 دينار أردني                                 | القيمة الاسمية 0.05 دينار أردني                                 |       |
|                                                                                   |                                                                                   |                                                                 |                                                                 |       |

| \| \|                                                                            | \| \|                                                                            | \| \|                                                           | \| \|                                                           | \| \| |
| -------------------------------------------------------------------------------- | -------------------------------------------------------------------------------- | --------------------------------------------------------------- | --------------------------------------------------------------- | ----- |
| 5 قروش أردني معدني (2020)                                                        |                                                                                  |                                                                 |                                                                 |       |
| الوجه : THE HASHEMITE KINGDOM OF JORDAN 1441 هـ -2020 مـ خمسة قروش FIVE PIASTRES | الوجه : THE HASHEMITE KINGDOM OF JORDAN 1441 هـ -2020 مـ خمسة قروش FIVE PIASTRES | العكس : عبدالله الثاني ابن الحسين ملك المملكة الأردنية الهاشمية | العكس : عبدالله الثاني ابن الحسين ملك المملكة الأردنية الهاشمية |       |
| الكتلة 5 غ                                                                       | المعدن نيكل مطلي فولاذ                                                           | القطر 25.8 مم                                                   | السُمك 1.25 مم                                                   |       |
| المصمم(ون)                                                                       | المصمم(ون)                                                                       | الحواف مسكوكة                                                   | الحواف مسكوكة                                                   |       |
| الطرازات 2020                                                                    | الطرازات 2020                                                                    | القيمة الاسمية 0.05 دينار أردني                                 | القيمة الاسمية 0.05 دينار أردني                                 |       |
|                                                                                  |                                                                                  |                                                                 |                                                                 |       |

## طالع أيضًا
- قائمة النقود المعدنية الأردنية
- قائمة النقود المعدنية الأردنية (قرش)